# Línea 4B (Comodoro Rivadavia)
La línea 4 Cerro Sólo es una línea de colectivos urbana de Comodoro Rivadavia, bajo concesión de la empresa Transporte Patagonia Argentina desde 2007 que une el Bo. Abel Amaya con el Bo. Centro y viceversa, a través del sector denominado Cerro Sólo. 

## Cuadro Tarifario
| Boleto             | Tarifa   |
| ------------------ | -------- |
| Urbano             | $22      |
| Suburbano          | No posee |
| Estudiante         | $11      |
| Jubilado           | $11      |
| Discapacitado      | $0.00    |
| Policía del Chubut | $0.00    |

En el caso de los boletos de Estudiante y Jubilado reciben un subsidio de la municipalidad de Comodoro Rivadavia que les cubre un 50% del valor del boleto.

## Recorrido principal
También llamado 4 Cerro Sólo
| 4C         | Primer servicio A: Centro | Primer servicio A: Abel Amaya | Último servicio A: Centro | Último servicio A: Abel Amaya |
| Laborables | 06:00                     | 06:43                         | 20:00                     | 20:43                         |
| Sábados    | 07:00                     | 07:43                         | 21:44                     | 22:27                         |
| Festivos   | 07:30                     | 08:13                         | 20:20                     | 21:03                         |

Ida
| BUS2 | KBHFa |

|  | BHF |

|  | BHF |

|  | BHF |

|  | BHF |

|  | BHF |

|  | BHF |

|  | BHF |

|  | BHF |

|  | BHF |

|  | BHF |

|  | BHF |

|  | BHF |

|  | BHF |

|  | BHF |

|  | BHF |

|  | BHF |

|  | BHF |

|  | BHF |

|  | KBHFe |

Regreso:
| BUS | KBHFa |

|  | BHF |

|  | BHF |

|  | BHF |

|  | BHF |

|  | BHF |

|  | BHF |

|  | BHF |

|  | BHF |

|  | BHF |

|  | BHF |

|  | BHF |

|  | KBHFe |